# 宸翰

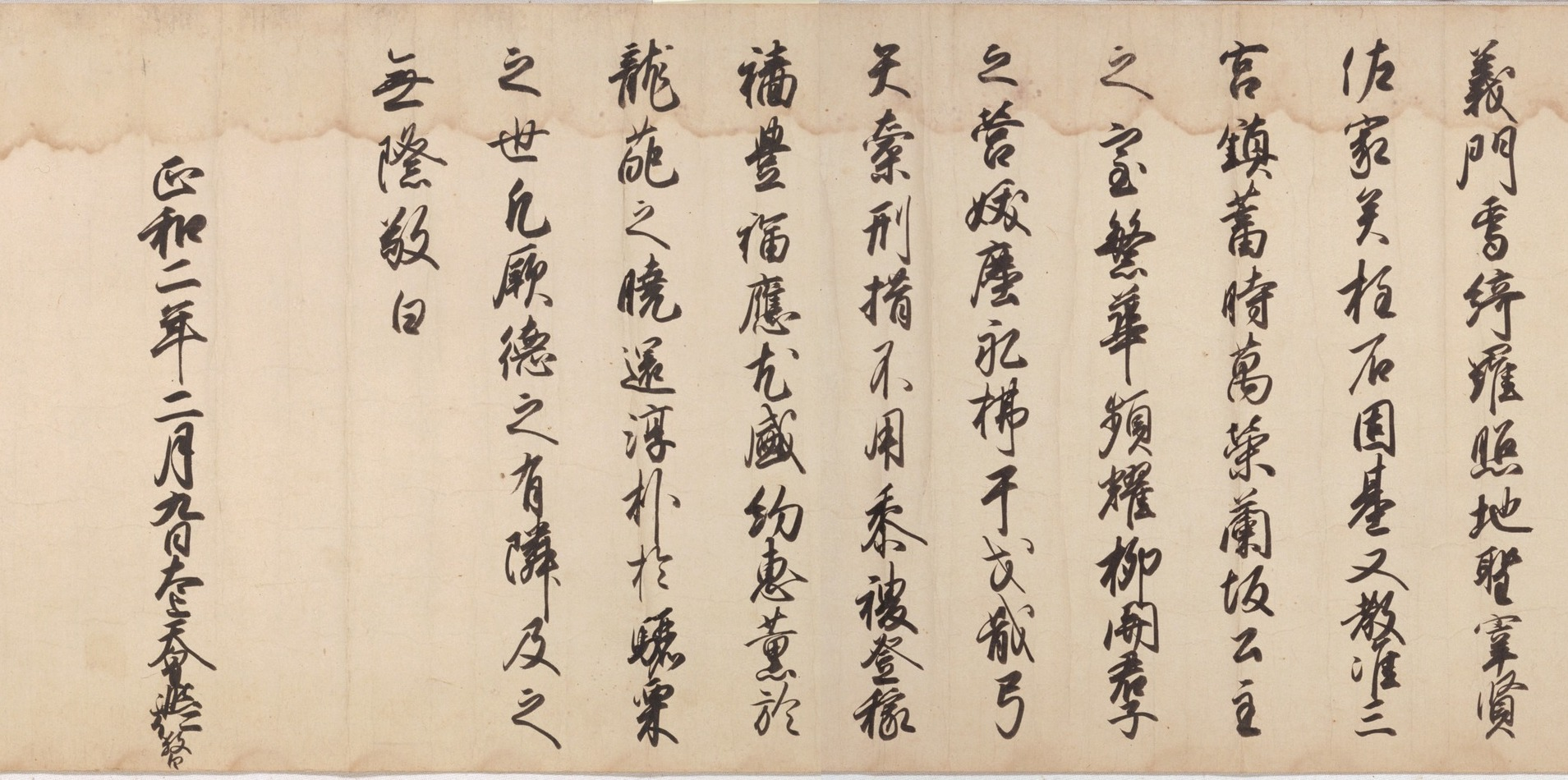
『紙本墨書伏見天皇宸翰御願文（正和二年二月九日）』（重要文化財、京都国立博物館蔵）末尾。上代様の宸翰。「書聖」伏見天皇の作品の中でも白眉とされる。

宸翰（しんかん）は、天皇自筆の文書のこと。宸筆（しんぴつ）、親翰（しんかん）ともいう。鎌倉時代以降、室町時代までの宸翰の書風を特に宸翰様と呼ぶ。中世以前の天皇の真跡で現存するものは数が少なく、国宝や重要文化財に指定されているものが多い。
鎌倉時代末期の伏見天皇を筆頭に、能書家の天皇が多かったため、日本の書道史上重要な作品も多い。著名な能書帝には伏見の他、「三筆」の一人に数えられる嵯峨天皇、伏見天皇と並び宸翰様を代表する後醍醐天皇（およびその父の後宇多天皇）、柔軟さと上品さが特徴的な「後小松院流」を開いた後小松天皇、力強い書風の「勅筆流」を開いた後円融天皇、強弱の変化が巧みな「後柏原院流」を開いた後柏原天皇（およびその息子の後奈良天皇）、博学能文で作詩に長じた光格天皇などがいる。

## 国宝に指定されている宸翰
- 嵯峨天皇宸翰光定戒牒（延暦寺所蔵）
- 高倉天皇宸翰消息（仁和寺）
- 後鳥羽天皇宸翰御手印置文（水無瀬神宮）[1][2]。
- 後嵯峨天皇宸翰消息（仁和寺）
- 亀山天皇宸翰禅林寺御祈願文案（南禅寺）
- 後宇多天皇宸翰弘法大師伝（大覚寺）
- 後宇多天皇宸翰東寺興隆条々事書御添状（東寺）
- 後宇多天皇宸翰御手印遺告（大覚寺）
- 後宇多天皇宸翰当流紹隆教誡（醍醐寺）
- 後醍醐天皇宸翰四天王寺縁起（四天王寺）
- 後醍醐天皇置文（大徳寺）
- 後醍醐天皇宸翰天長印信（蠟牋）（醍醐寺）
- 三朝宸翰（前田育徳会）（花園天皇、後醍醐天皇、伏見天皇宸翰を含む）
- 熊野懐紙（西本願寺）（後鳥羽天皇宸翰を含む）
- 熊野懐紙（陽明文庫）（後鳥羽天皇宸翰を含む）

## 聖武天皇宸翰

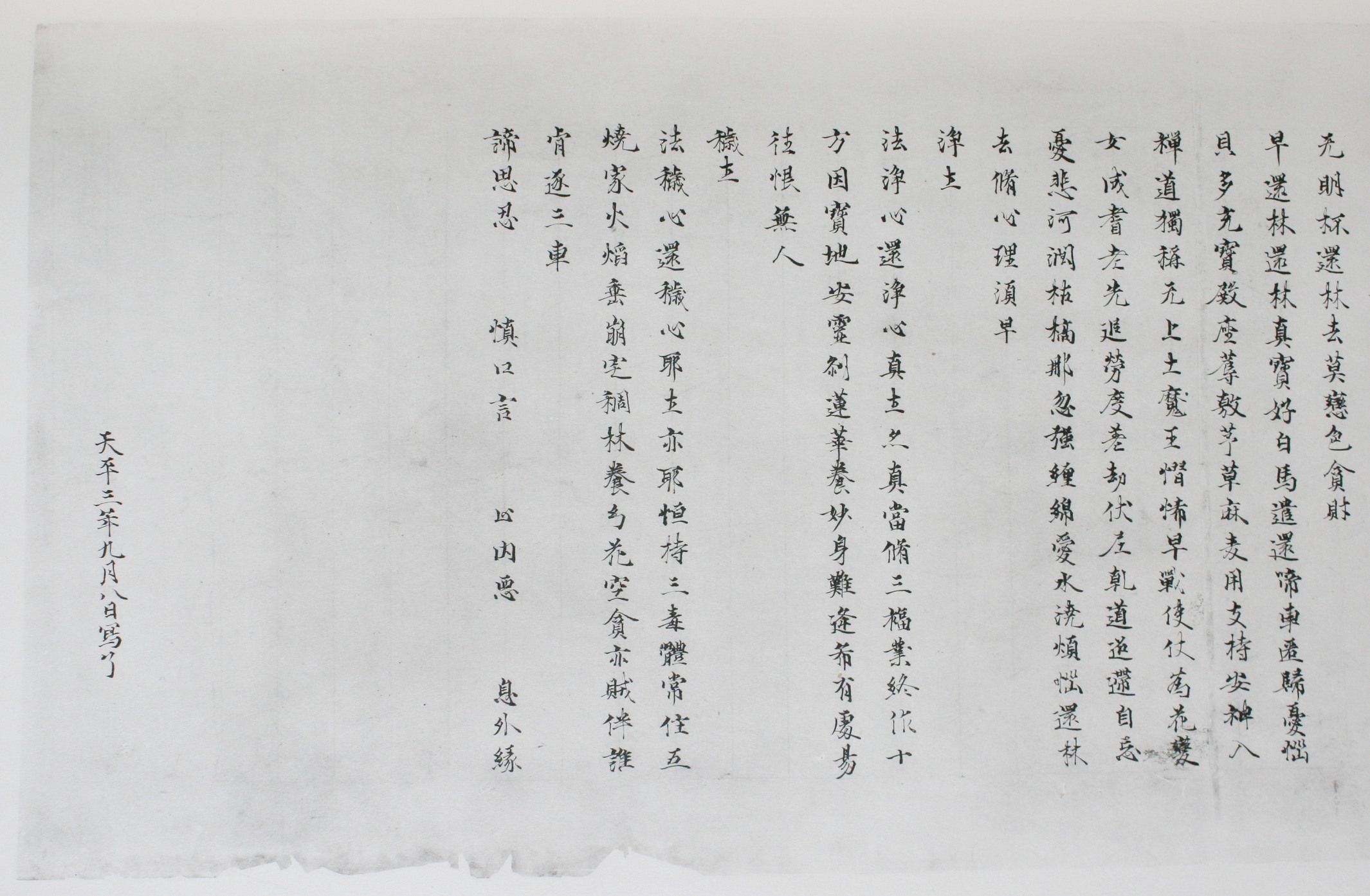
雑集（正倉院宝物）

聖武天皇は奈良時代の能書として光明皇后とともに有名であり、聖武天皇の宸翰と伝えられる書には以下のものがある。
雑集（ざっしゅう）（正倉院宝物）
聖武天皇の七七忌（四十九日）に光明皇后は先帝の冥福を祈って、珍宝、遺蔵品をまとめて東大寺大仏に献納した。この一巻もその一つで、『東大寺献物帳』所載の品である。本文は中国六朝隋唐の仏教に関する詩文140数首を抄録したもので、白麻（はくま）素紙に楷書体で毎行18字、天地に横罫があり、全長30張（27×2135cm）の長巻である。奥書に「天平三年九月八日写了」とあり、天皇31歳の書である。書風は王羲之の『楽毅論』（がっきろん）に通じ、褚遂良風とも言われる。なお、抄録された詩文は、いずれも中国ではすでに失われた詩文で、文学及び仏教資料的価値も高い。聖武天皇の自筆として確実なものは、他に静岡・平田寺の『聖武天皇勅書』（国宝）中の「勅」の1字のみである。
大聖武（東大寺ほか蔵）
荼毘紙（真弓紙）に書かれた奈良時代の大文字の写経である。古来聖武天皇の筆と伝承され、字粒が大きいことから「大聖武」と称して珍重されるが、上記「雑集」とは異筆である。東大寺の戒壇院に伝来したもので、東大寺、東京国立博物館、前田育徳会、白鶴美術館に巻子本として所蔵されるほか、古筆手鑑などに断簡がみられる。

## 嵯峨天皇宸翰

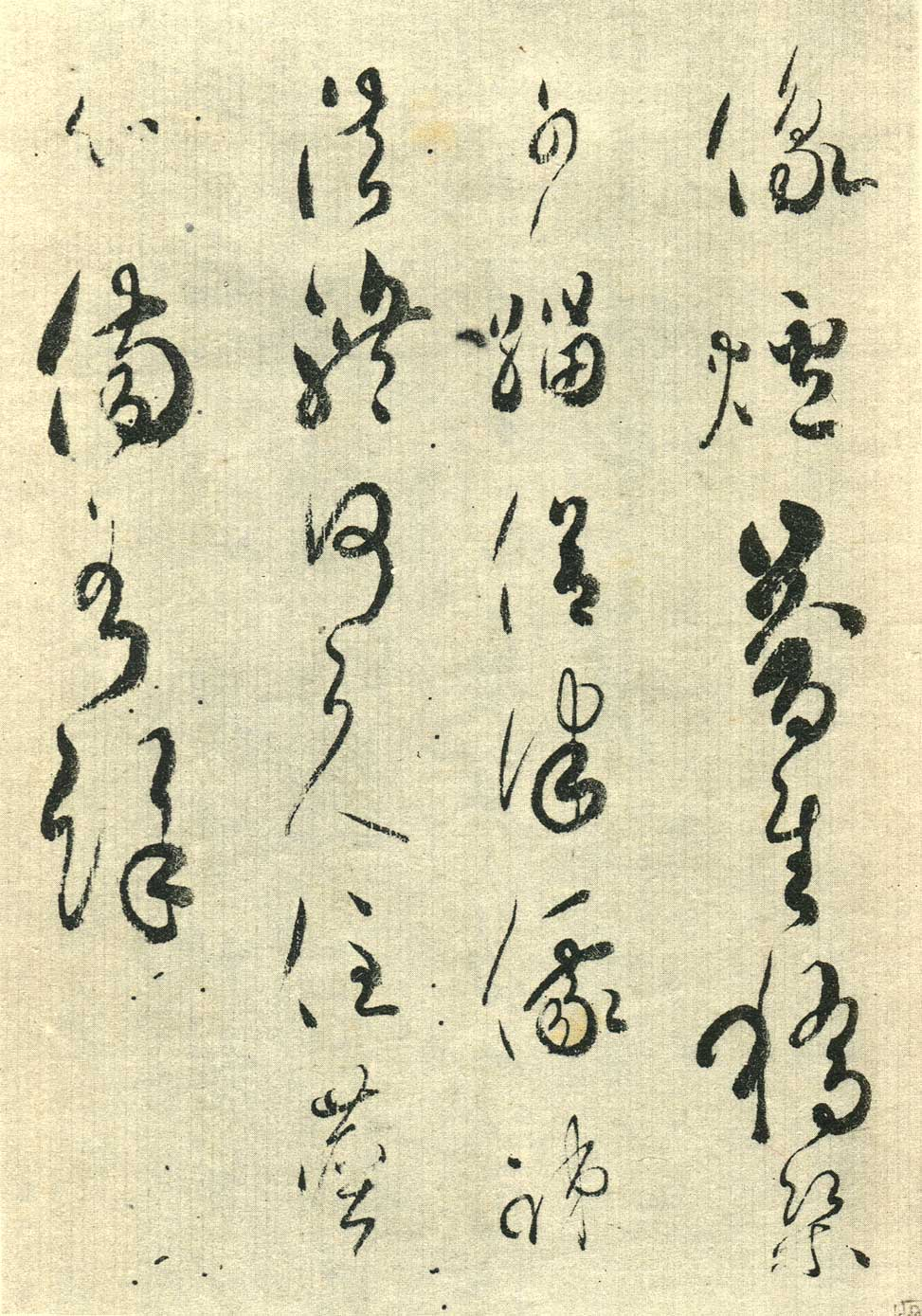
『哭澄上人詩』（部分）嵯峨天皇宸翰

嵯峨天皇は、空海・橘逸勢とともに三筆と称される能書であり、嵯峨天皇の宸翰と伝えられる書には以下のものがある。
光定戒牒（こうじょうかいじょう）（延暦寺蔵）
最澄の弟子の光定が、弘仁14年（823年）4月14日、延暦寺で菩薩戒を受けた時、朝廷から給せられる通知を執筆したものである。宸翰と断定できるのは、光定が撰した伝述一心戒文の中に「厳筆徴僧が戒牒を書し給ひ、恩勅之を賜ふ」と記されていることによる。楷行草を交えた荘重な書風で、空海に学んだものと推定される。
哭澄上人詩（こくちょうしょうにんし）（個人蔵、青蓮院伝来）
弘仁13年（822年）最澄の入寂を悲しんだ嵯峨天皇の五言排律（12句60字）の詩で、宸翰と伝えられるが、自筆原本でなく写しであるとする説もある。草書体で気品に富み、大師風（空海の書風）が認められる。
李嶠百詠断簡（りきょうひゃくえいだんかん）（御物）
唐の詩人李嶠の百二十詩を行書体で書写した断簡（だんかん、切れ切れになった文書）である。用筆は変化に富み、純粋な唐風の書である。古来嵯峨天皇宸翰と伝えるが、現代の書道史では異筆とみなされている。

## ギャラリー

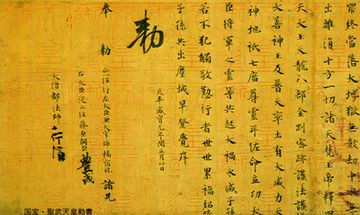
聖武天皇勅書（「勅」字が宸筆）（静岡・平田寺）
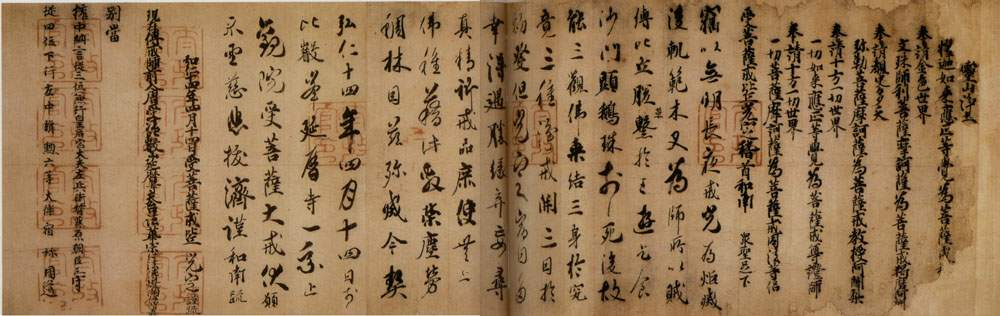
嵯峨天皇宸翰 光定戒牒（延暦寺）
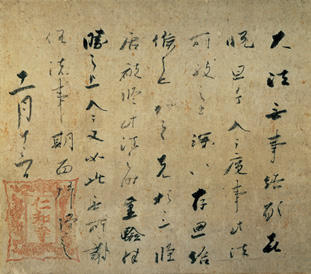
高倉天皇宸翰消息（仁和寺）
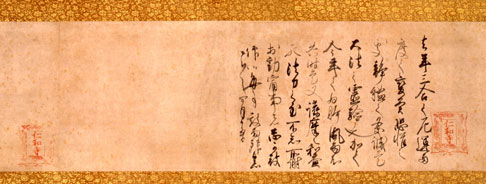
後嵯峨天皇宸翰消息（仁和寺）
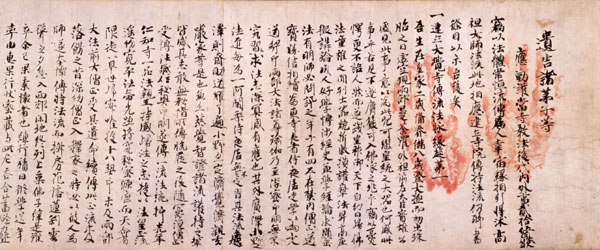
『後宇多天皇宸翰御手印遺告』（国宝、大覚寺）
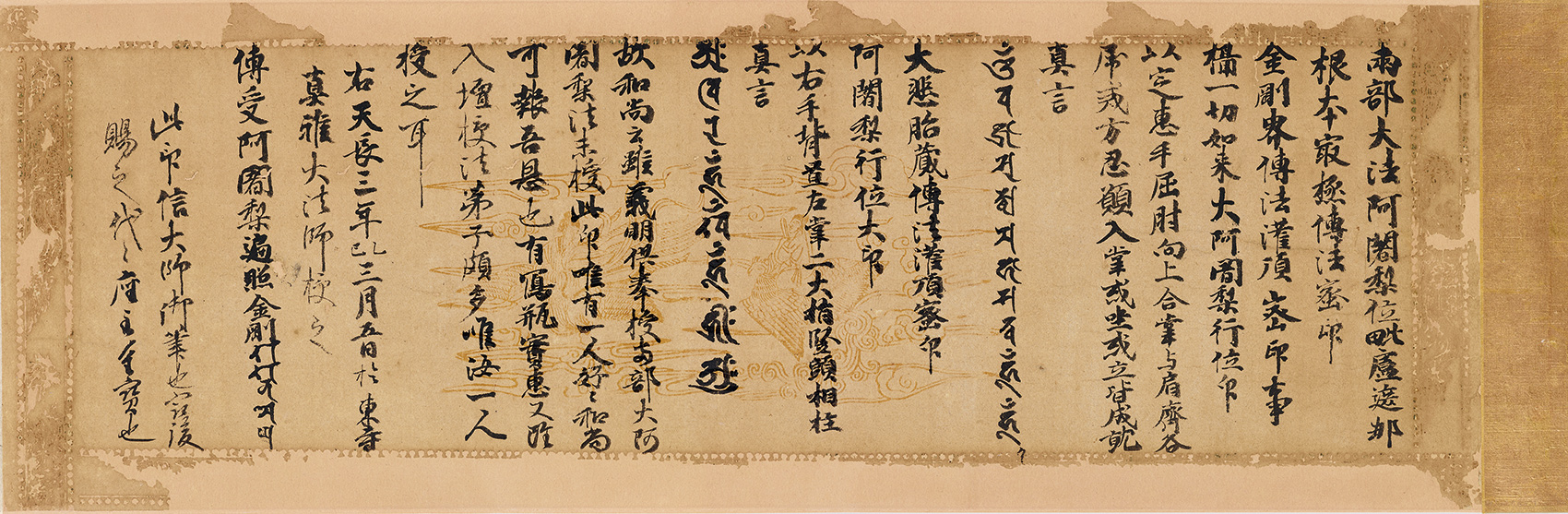
『後醍醐天皇宸翰天長印信（蠟牋）』（国宝、醍醐寺蔵、文観房弘真との合作）
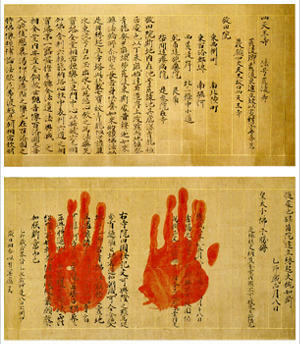
後醍醐天皇筆『四天王寺縁起〈根本本／後醍醐天皇宸翰本〉』（国宝、四天王寺蔵）

## 関連文献
- 『宸翰英華』全4冊（図版・解説篇）、復刻・思文閣出版、1988年。帝国学士院編、元版・1944年
- 『宸翰英華　別篇 北朝』全2冊（図版・解説篇）、思文閣出版、1992年。宸翰英華別篇編修会編
- 京都国立博物館 編『宸翰 天皇の書―御手が織りなす至高の美―』京都国立博物館、2012年。
- 小松茂美『天皇の書』文藝春秋〈文春新書〉、2006年。ISBN 978-4166604999。